# 洪仁政
洪仁政（1812年—1864年），一作洪仁正，廣東省廣州府花縣官祿村（今屬廣州市花都區）人，太平天國人物。
洪仁政是洪秀全的堂兄，比洪秀全年長一歲。早年加入拜上帝會，金田起義後，被封為國宗。他曾協助韋俊守武昌。韋俊投降清軍後，他因擅自退兵，被洪秀全召回天京，下獄監禁一個多月，後在翼王石達開勸說下得以免罪釋放。壬戌年（1862年），洪秀全念其是王室宗族，特封其為恤王，全稱殿前工部正冬僚頂天扶朝綱恤王利千歲，負責管理衣服及膳食，是朝廷中一個不太重要的人物。
癸亥年（1863年）十一月十六日，因清軍圍困天京，洪仁政被派往丹陽、常州一帶調催各路兵馬。翌年天京被清軍攻破後，他聼聞幼天王洪天貴福逃往廣德州，便率兵自湖州趕來會合。至石城楊家牌地界，他被清軍俘獲，後被殺於南昌。